# Polaris Industries

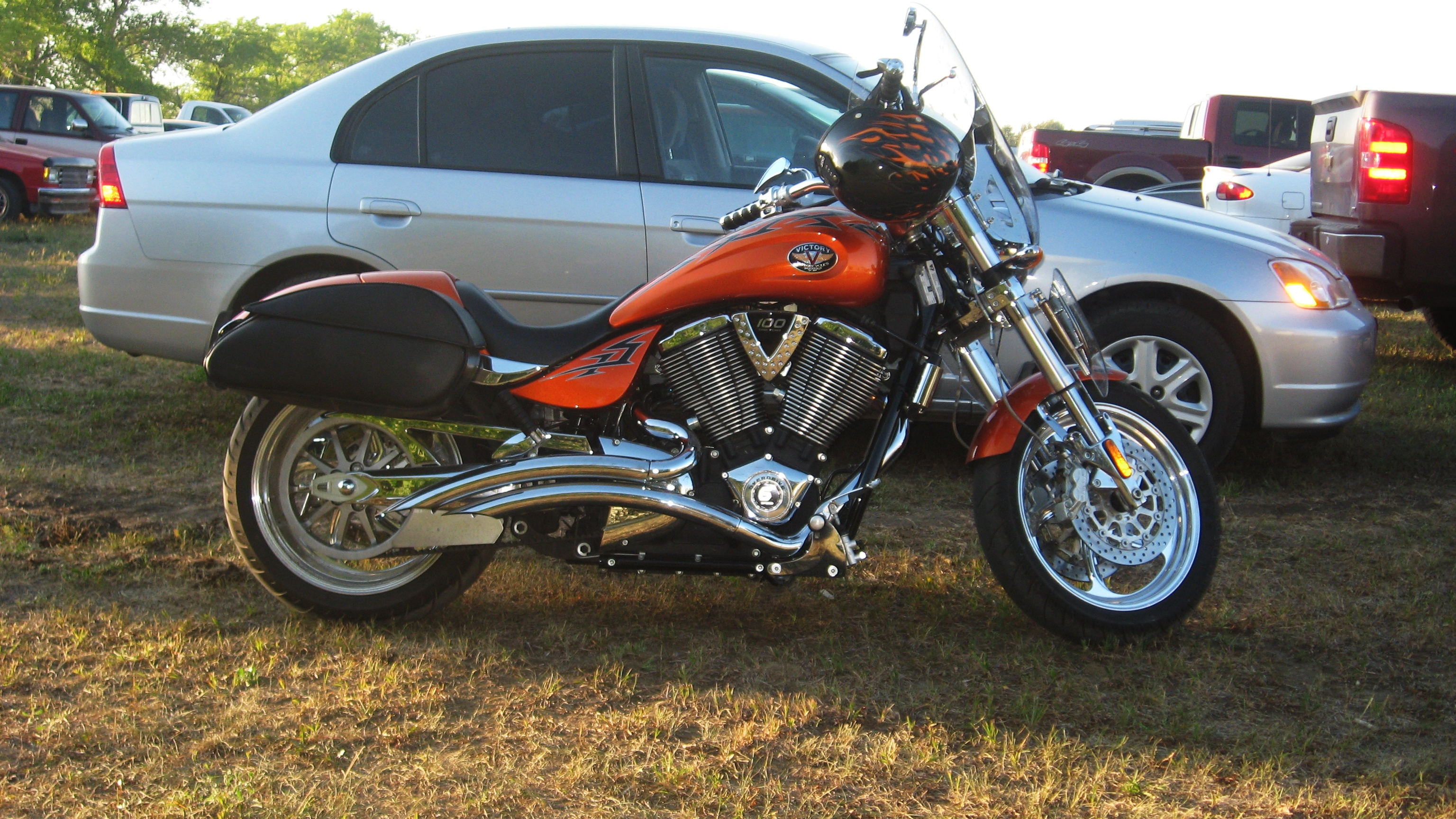
Polaris Victory Hammer (ca. 1800 cc).

Polaris is een Amerikaanse fabrikant van sneeuwscooters, watervoertuigen, quads, motorboten, waterscooter en motorfietsen.
De motorfietsen worden gefabriceerd onder het merk Victory Motorcycles en sedert 2011 is Polaris Industries eigenaar van het uit 1901 daterende merk Indian.